# 回転レストラン

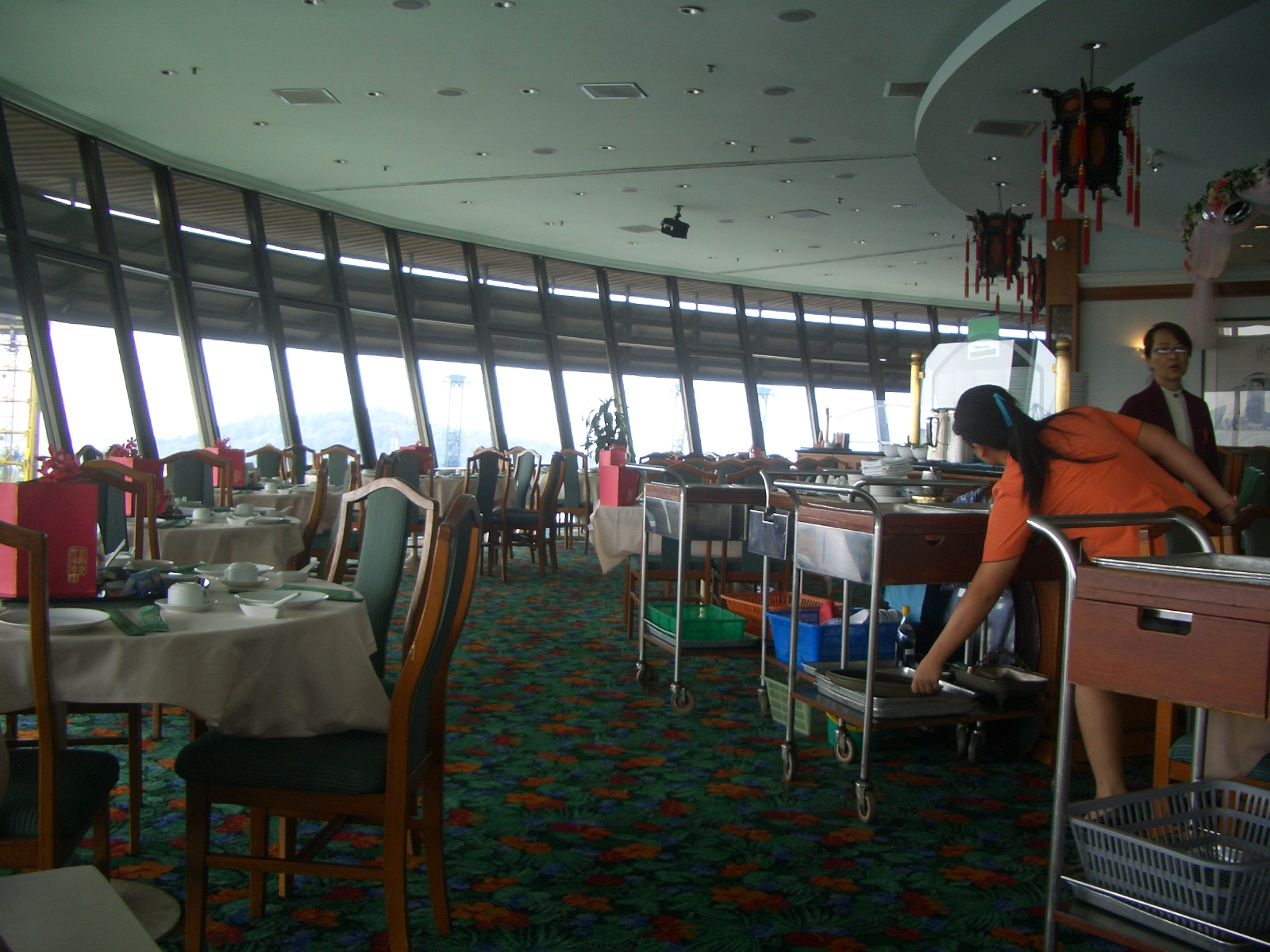
シンガポールのプリマ・タワーにある回転レストラン

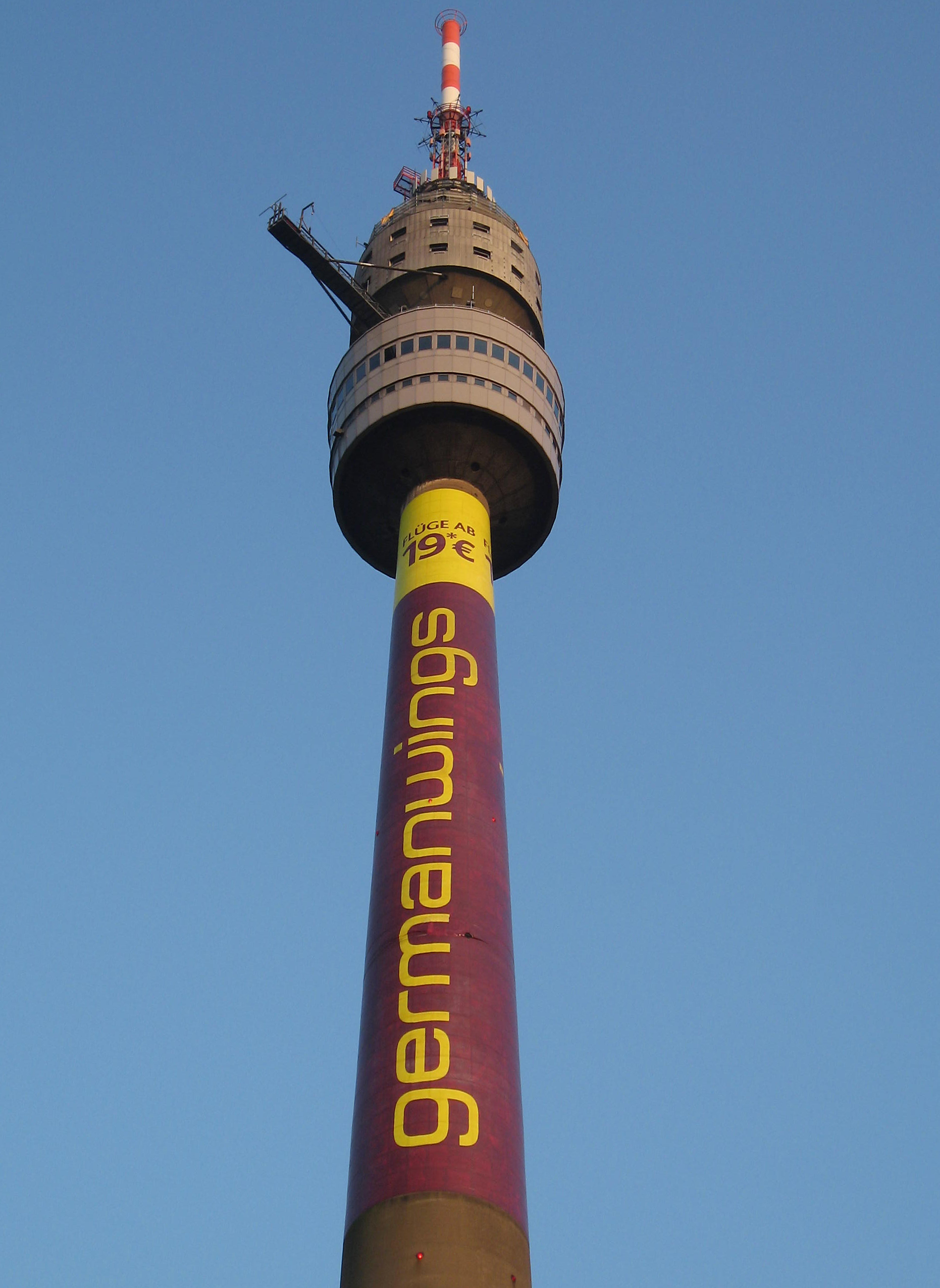
ドイツのドルトムントにあるフロリアントアム。世界初の回転レストランが設置された。

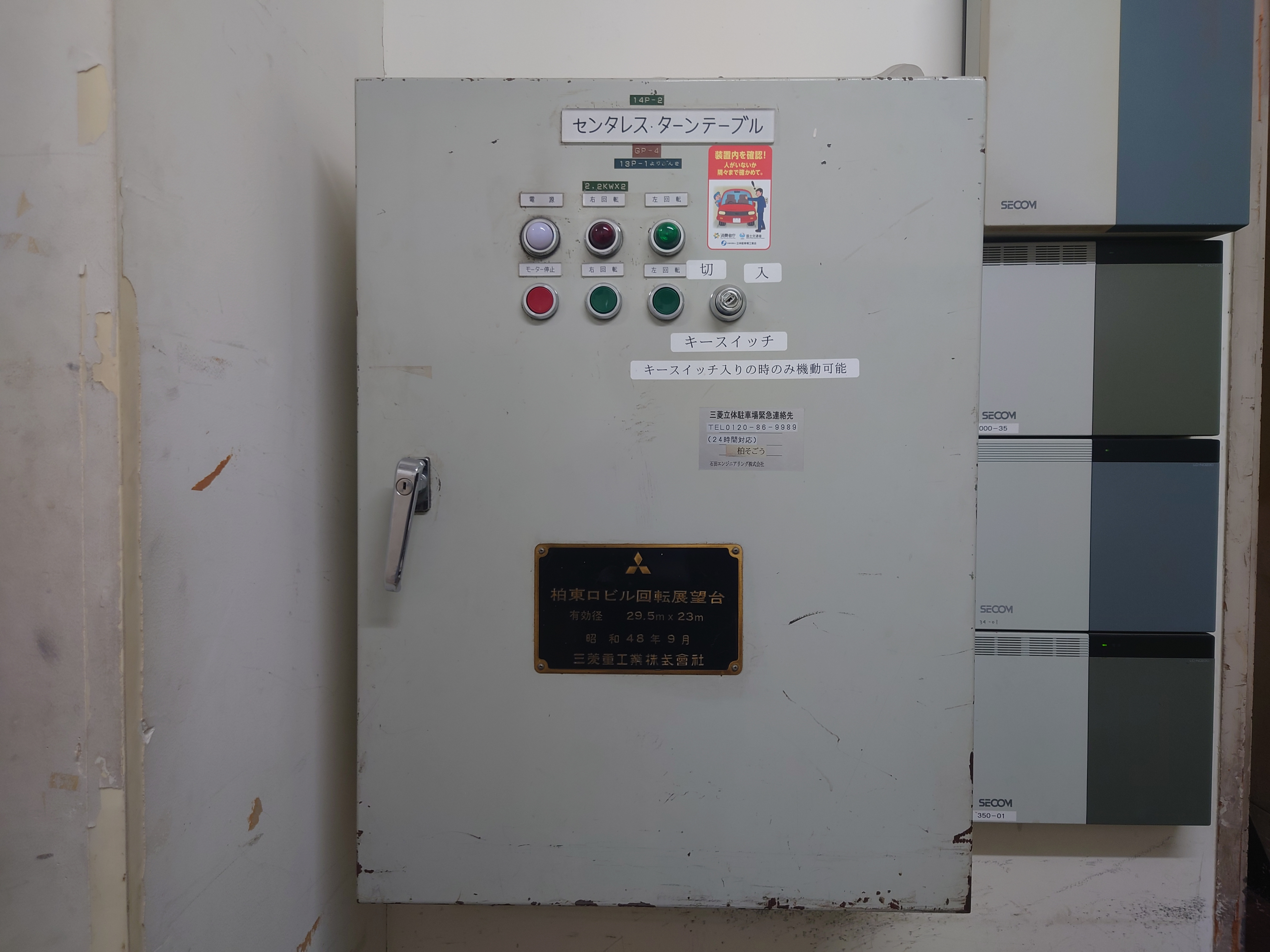
日本のそごう柏店にあった回転レストランのターンテーブル制御盤

回転レストラン（かいてんレストラン）は、床が回転する構造のレストランである。遠方までのパノラマビューを見晴らせる、ホテルやタワーの高層部および山頂に設けられ、展望台の機能を兼ねる。
日本ではピークの1980年代には30 - 50か所に達したが、建設やメンテナンスにはそのための技術・部品が必要で費用もかかることから、回転を停止したり休業・閉業する施設も多く、数を減らしている。

## 歴史
古代では、64年にローマ皇帝・ネロが建設した宮殿ドムス・アウレアには、水力によって回転する食堂があり、その天井からは香水と薔薇の花弁が降り注ぐ仕掛けがあったとされる。
近代以降のものでは1956年、世界初の鉄筋コンクリート製テレビ塔として開業した西ドイツの「シュトゥットガルトテレビ塔」（Fernsehturm Stuttgart, 高さ216m）では、筒状の展望台部分に展望レストランが設けられた。これは回転しないものだったが、塔の回りを回転するレストランというアイデアに影響を与える。1959年、同じ西ドイツのドルトムントに建設されたテレビ塔「フロリアンツルム」（Florianturm）の展望台部分に世界最初の回転式レストランが開店した。
1964年、隣国オーストリアの首都ウィーンに建てられた展望塔「ドナウツルム」（Donauturm）には2階建ての回転式レストランが設けられたが、これは眺望に障害を与えないよう、外壁（ファサード）のガラス部分も回転するものであった。アメリカ合衆国での最初の回転レストランは、1961年にハワイ州ホノルルのアラモアナショッピングセンターのオフィス棟頂上部に設けられた「ラ・ロンド」とされる。これを設計したシアトルの建築家であったジョン・グラハムは、シアトルの展望塔「スペースニードル」にも回転レストランを設けた。
60年代から70年代にかけて現代的なレストランとして人気を博した回転レストランも、次第に過去のものとなっていった。修理には相当の金額がかかるため、回転営業をやめてしまったところも多い。アメリカでは、1996年に開業したラスベガスのカジノホテル「ストラトスフィア」以後、新たな回転レストランはオープンしていない。

## 構造

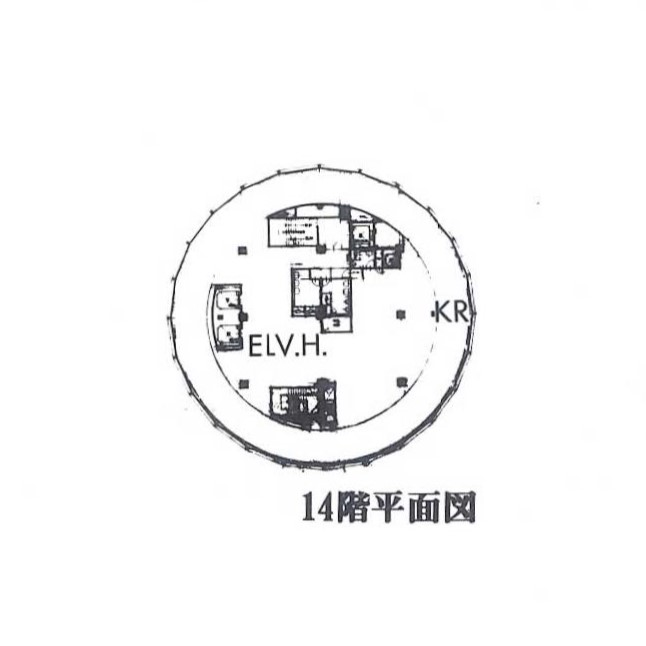
そごう柏店のもの。中央にあるRCスラブ部分を囲むようにドーナツ型のターンテーブル (KR) が回転する。

回転レストランは、中央にある円形のコアの周りを、ドーナツ型のプラットフォームが回転するという仕組みになっている。中央のコアにはエレベーター、階段、キッチンなどが設けられている。
レストランの床は薄い鉄製のプラットフォームになっており、プラットフォームの下はコンクリートの構造体になっている。コンクリートの床の上に上向きの車輪が多数設置され、プラットフォームは車輪の上に乗っている。車輪がゆっくりと回って下からプラットフォームを回転させる。プラットフォームの下にゴム製タイヤがついている場合もある。回転速度はだいたい30分から1時間ほどの間になる。

## 日本の回転レストラン
日本における回転展望台の元祖は1957年に六甲山上で開業した「回る十国展望台」（兵庫県神戸市）で、その後、レストランを主体とする回転展望台が観光地やホテル、百貨店などで増えた。1980年代の約50店舗をピークに、眺望の変化やメンテナンス部品確保の困難さから、現役施設は減少傾向にある。2022年時点で「スカイレストラン ロンド」（北海道札幌市）と、回転レストランを持つリーガロイヤルホテル京都（京都市）が連携して、「回転レストランの日」を9月6日（「くるくる」の語呂合わせ）を日本記念日協会に登録するなど回転レストランの魅力をアピールする活動を行なっていた。その後「ロンド」はビルの建て替えにより2024年5月限りで営業を終了した。

### 現在も回転稼動している回転レストラン
- 開田高原マイアスキー場 Tee Horn［ティーホルン］（長野県木曽郡木曽町）[5]
スキー場内のレストハウスで[6]、冬季のみの営業[5]。
- 東風（こち）と海（三重県鳥羽市）[5]
ホテル「戸田家」南館9階[7]。1973年からラウンジとして使用されたのち、回転営業をやめて朝食場として使用されていた[7]。2017年7月21日にリニューアルオープンし[8]、回転営業が復活した[7]。
- フレンチダイニング トップオブキョウト（京都市下京区）[5]
リーガロイヤルホテル京都14階。京都唯一の回転レストラン。
- 神戸ポートタワー(兵庫県神戸市中央区)[5]
3F展望台フロアがレストランを兼ねていた。2024年にタワーのリニューアルに合わせ、カフェ兼バーの「Ready go round」に改装された[3][9]。
- 喫茶コスモス(兵庫県神戸市須磨区)[5]
回転展望閣3階。喫茶と軽食がある[10]。

### 現在は営業していない、または回転稼動していない回転レストラン
※建物が現存しているものに限る
そごう店内の回転レストラン

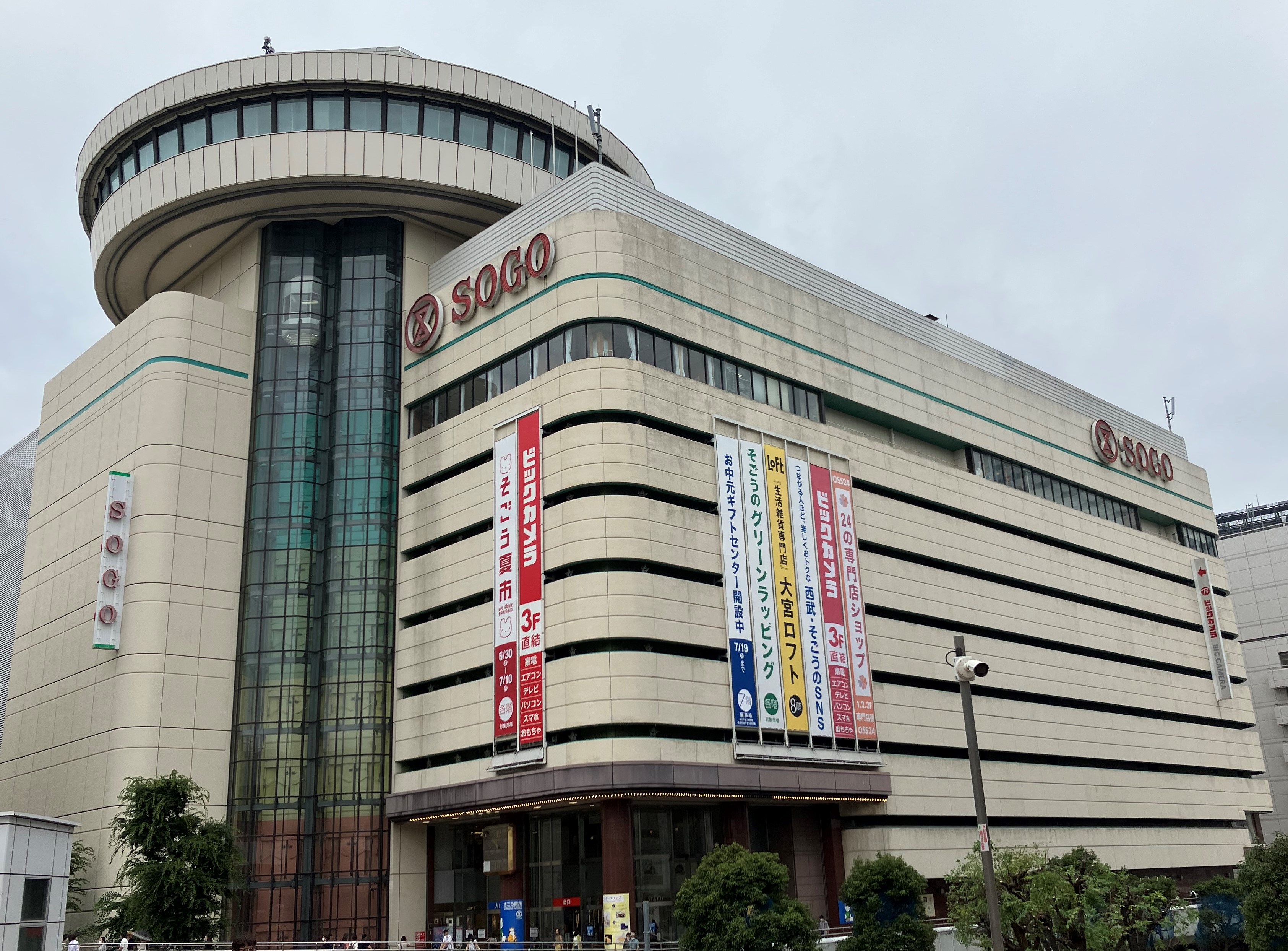
そごう大宮店（埼玉県さいたま市）

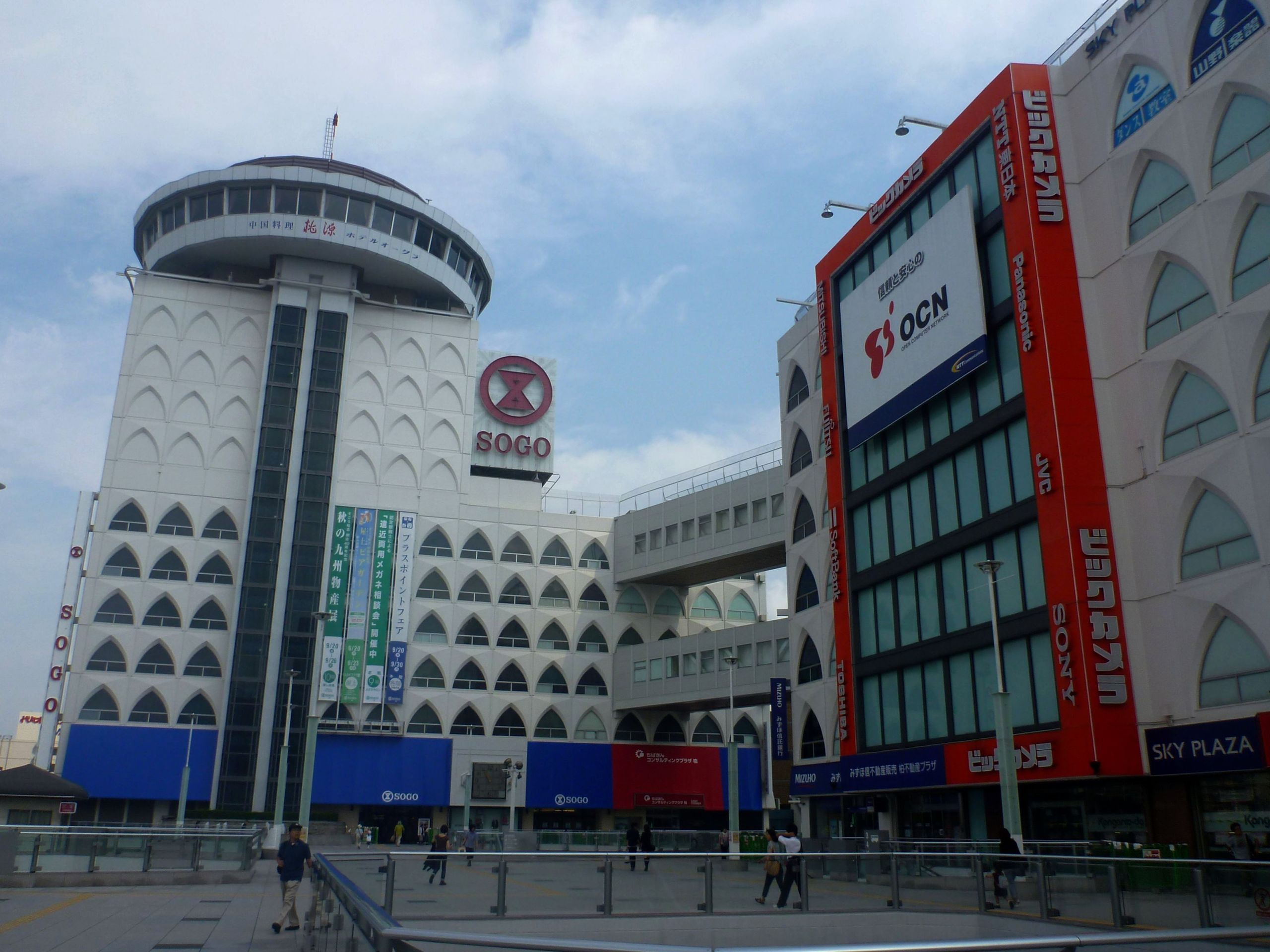
そごう柏店（千葉県柏市）

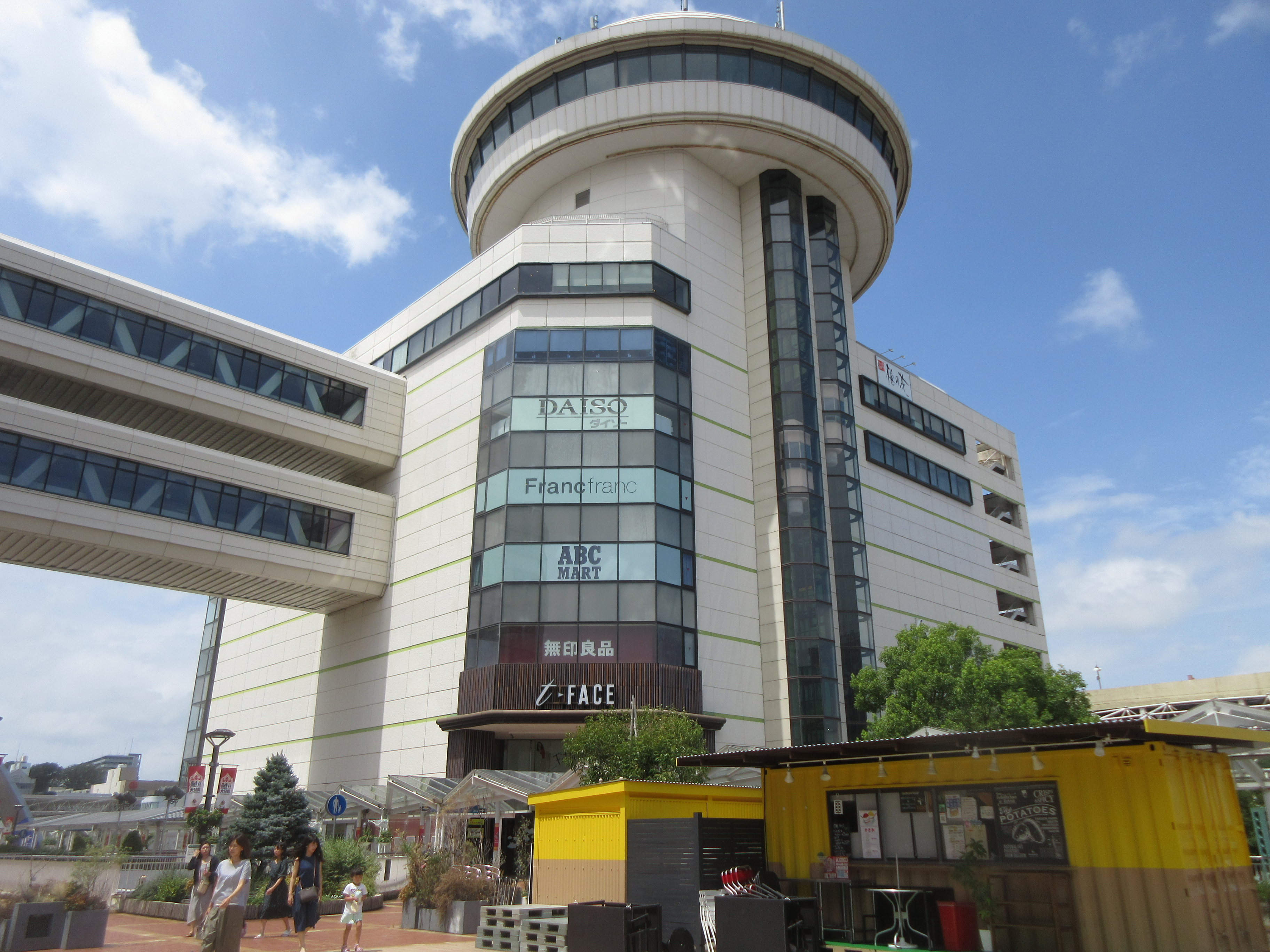
T-FACE（愛知県豊田市）

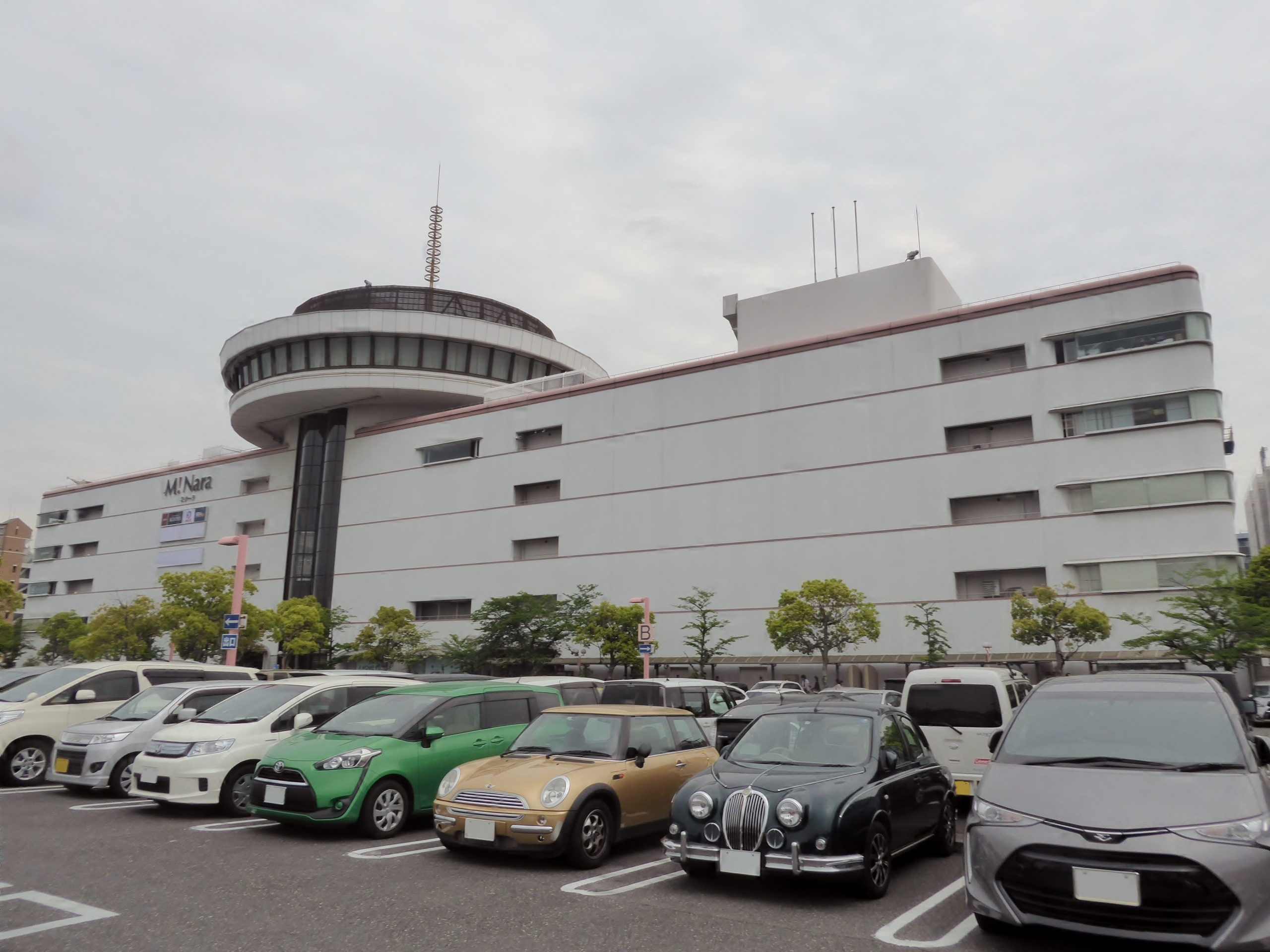
ミ・ナーラ（奈良県奈良市）

- 大宮そごう（現：そごう大宮店、埼玉県さいたま市大宮区）
旧大宮そごう13階にあった。テナントは『中国料理 翠苑』であったが、2003年をもって、営業を終了した。現在は美容院、歯科医院が営業している。
- そごう柏店（千葉県柏市）
本館（タワー館）14階にあった。テナントは『ホテルオークラレストラン柏 中国料理 桃源』であったが、2016年9月30日のそごう柏店閉店と共に営業を終了した。閉館後建物は転用されずに残されていたが、柏市が土地を取得して2024年6月から解体工事が実施されることになった[11]。
- 豊田そごう（愛知県豊田市）
11階にあったレストラン、紅虎餃子房豊田店。そごう時代は毎日回転しており、そごう閉店後（T-FACEB館となる）は豊田おいでんまつり花火大会当日に、花火開催中の予約客だけへのサービスとして回転していた。
- 奈良そごう（イトーヨーカドー奈良店を経て現在はミ・ナーラ、奈良県奈良市）
旧奈良そごう7階にあった。 イトーヨーカドー時代は展望室として開放されていた。ミ・ナーラ開業時にセンチュリオンホステル奈良平城京が入居した。しかし、新型コロナウイルス感染症流行の影響で利用者が激減し、解約して閉鎖されている[12]。
- 小倉そごう（現：セントシティ、福岡県北九州市小倉北区）
旧小倉そごう14階にあった。現在は「鮮魚旬菜 益正」が営業しているが、回転はしない。

その他

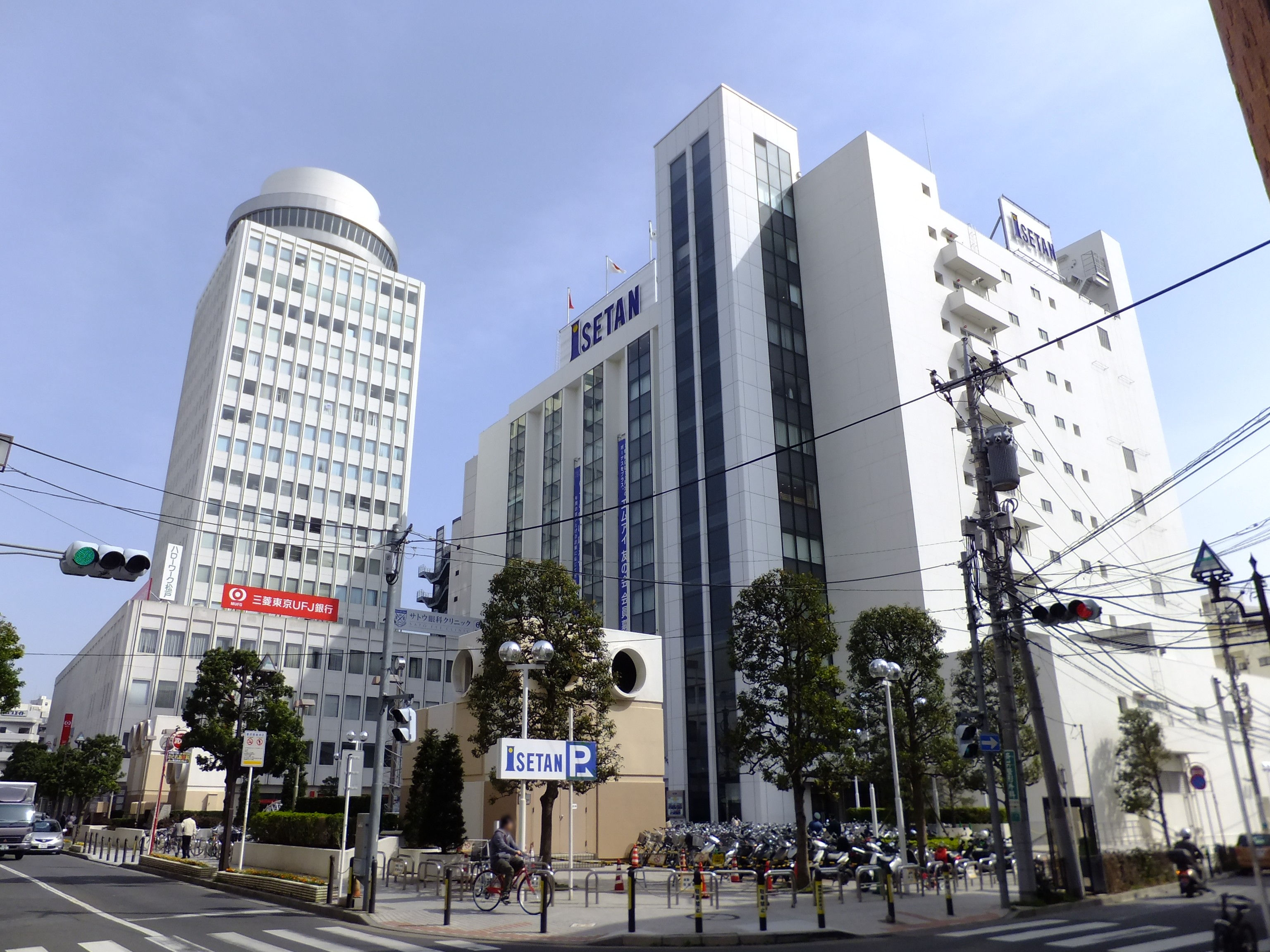
ニューオータニ松戸（千葉県松戸市）
※左側の建物（松戸ビルヂング事務所棟）最上階 右側は旧伊勢丹松戸店（現：キテミテマツド）

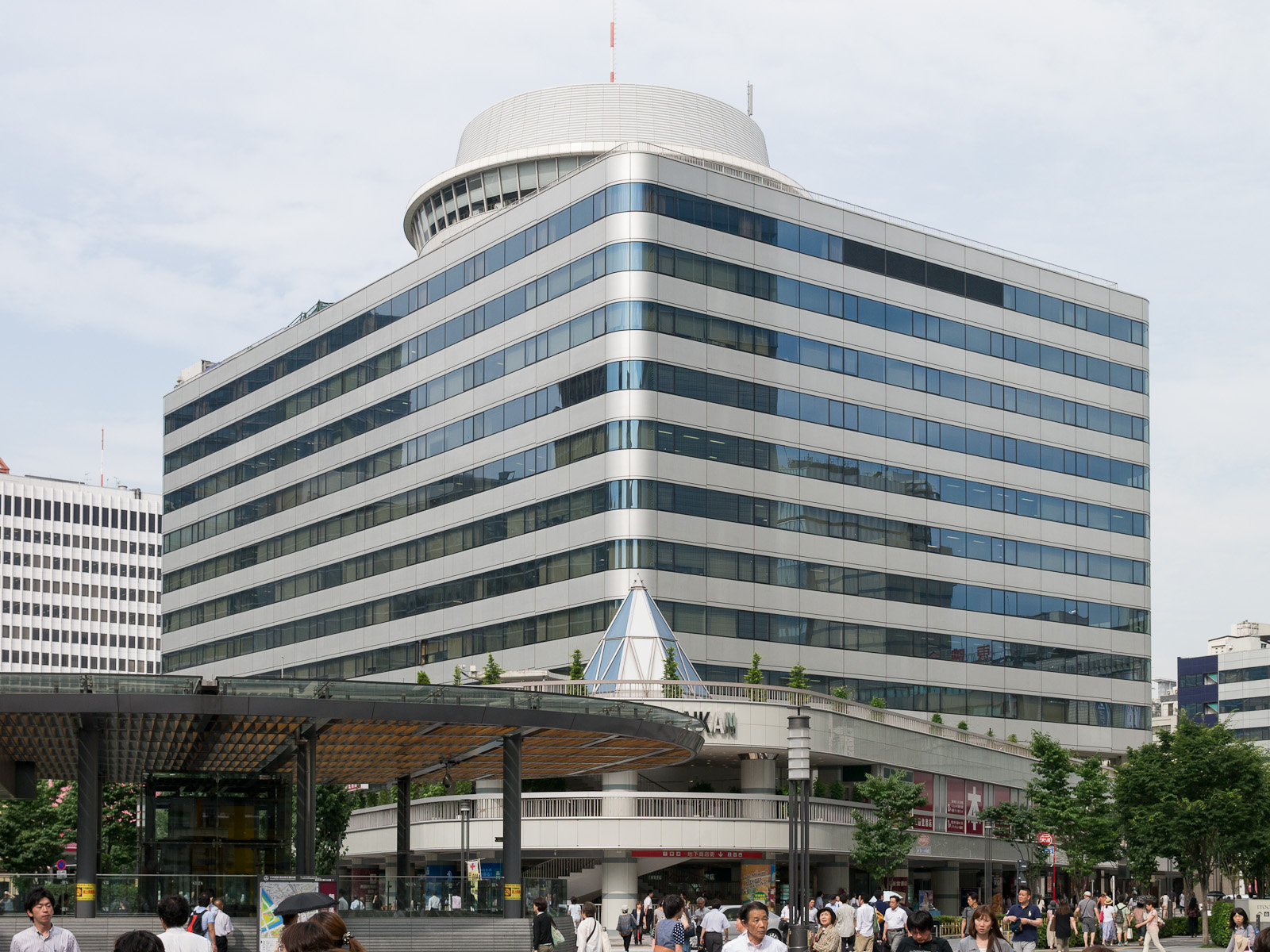
東京交通会館（東京都千代田区）

- スカイレストラン ロンド（北海道札幌市中央区）[5]
センチュリーロイヤルホテル最上階23階[4]。閉店当時、高層階で360度眺望のある回転レストランとしては北海道内で唯一の施設だった[4]。同ホテルは2024年5月31日に閉館し、それに伴う形で営業を終了した[4][3][13]。7月にはビルの解体が開始される予定[14]。
- 銀座センタービル（北海道旭川市）
現在は閉鎖されており、一般人の立ち入りは禁止。
- ホテル天望閣展望スカイラウンジ（北海道小樽市）
ホテルの倒産により営業終了。現在はホテルノイシュロス小樽のスイートルーム。
- コマ展望台（茨城県つくば市筑波山上）
筑波山ケーブルカー筑波山頂駅横にあり、2階が回転レストランとなっていた。現在もレストランは営業しているが、回転はしない。
- ニューオータニ松戸（千葉県松戸市）
2003年閉店。松戸ビルヂング事務所棟最上階。
- 回転展望レストラン 銀座スカイラウンジ（東京都千代田区有楽町）[5]
東京交通会館15階。東京會舘が経営していた。ランチから喫茶、ディナーに至るまで利用可能で、夜はピアノの生演奏があった。
2020年12月30日をもって回転営業を終了し[15]、2021年9月から通常のレストランとして営業している[16]。
- VIEW&DAINING THE Sky（東京都千代田区紀尾井町）
ホテルニューオータニのザ・メイン17階。ビュッフェスタイル＋バー。「安全性の考慮」により2018年3月で回転営業を終了した[15]。
- プリンス会館（東京都大田区西蒲田）
2008年頃までメイドカフェが営業していたようだが、現在は閉店。メイドカフェ営業時も回転はしていなかった。
- ホテルエンパイア（神奈川県横浜市戸塚区）
21階回転レストラン「オーロラ」。現在は横浜薬科大学 図書館棟の展望ラウンジだが、回転はしない。
- 大阪マーチャンダイズ・マートビル（大阪府大阪市中央区）
22階に設けられた回転展望レストラン「ジャンボ」[17]。現在はPREMIUM OFFICEとして、オフィスフロアとなっている。
- 手柄山回転展望喫茶（兵庫県姫路市）
姫路大博覧会のパビリオンとして1966年に開業。2018年3月25日閉鎖。喫茶と軽食があった[18]。
- ひろしま国際ホテル カジュアルダイニング「空庭Bisとろ KURUKURU（クルクル）」 (広島県広島市中区)
1966年11月のホテル開業と同時に最上階（14階）に開業[19]。2018年5月より「コワーキング・スペース空庭」にリニューアルし、回転はとりやめられた[20]。なお、ひろしま国際ホテルは2024年5月15日に閉館して新ホテルに建て替えられる方針が発表されており、これにより回転式レストランを備えた建物は姿を消す見込みである[21]。
- レストハウスウエノ（徳島県三好市）
2016年1月現在も営業しているが回転はしていない。また螺旋階段で2F中央へ上がっていたが2010年の改築後はそれもなくなっている。
- 横浪スカイライン回転展望レストラン（高知県須崎市）
有料道路の途中の山の上にあったレストラン。現在は納骨堂「土佐よこなみ　心のあかり」として使用されている。
- 沖縄都ホテル（沖縄県那覇市）
1974年3月のホテル開業と同時に最上階（15階）に開業。2018年8月に「ノボテル沖縄那覇」としてリニューアルオープン。現在は「プレミアラウンジ」として利用されているが、回転はしていない。

## 日本以外の回転レストラン
- クラブラウンジ
グランドチャイナプリンセス・バンコク（タイ首都バンコク）の最上階。国際色あふれる料理を提供。
- Top of the M
マンダリン オーチャード シンガポール（シンガポール）の最上階。
- the VIEW
New York Marriott Marquis（NYC,USA）の最上階。アメリカ合衆国ニューヨーク唯一の屋上回転レストラン。
- 360 Restaurant
CNタワー（カナダのトロント）の地上350m地点にある。
- Skylon Tower
ナイアガラの滝のカナダ側にあるタワー展望台、その中に回転レストランがある。
- ピッツ・グロリア
スイスのシルトホルン山頂部にある回転レストラン。映画『女王陛下の007』で敵（ブロフェルド）のアジトとして登場したことでも有名。
- REVOLVING RESTAURANT
カザフスタンの首都アスタナにある回転レストラン。北京パレス・ソラックスホテル・アスタナの23階。
- Nソウルタワー
大韓民国（韓国）の首都ソウルにある電波塔・展望塔。展望台5階にある。韓国ではこのほか、仁川広域市の南洞タワー（ko:남동타워）3階、大邱広域市の83タワー（ko:83타워）78階にも回転レストランがある。慶尚南道梁山市の梁山タワー（ko:양산타워）にも回転レストランがあったが閉鎖され、ブックカフェと梁山市広報館に改装された。
- 羊角島国際ホテル
朝鮮民主主義人民共和国（北朝鮮）の首都平壌にある高級ホテル。同ホテルの最上階（48階）に所在する。
- 平壌高麗ホテル
朝鮮民主主義人民共和国（北朝鮮）の首都平壌にある高級ホテル。同ホテルの最上階（45階）に所在する。

## 参考ウェブサイト・資料
- ホテルニューオータニHP（2010年10月閲覧）
- 銀座スカイラウンジHP（2010年10月閲覧）
- グランドチャイナプリンセス・バンコクHP（2010年10月閲覧）
- センチェリーロイヤルホテルHP（2010年10月閲覧）
- 中日ビルHP（2010年10月閲覧）
- CBCHP（2010年10月閲覧）
- Top of the M,Mandarin Orchard HP（2011年8月閲覧）
- the VIEW,New York Marriott Marquis HP（2011年8月閲覧）
- New York Marriott Marquis HP（2011年8月閲覧）